# Cymbalophora lutea
Cymbalophora lutea là một loài bướm đêm thuộc phân họ Arctiinae, họ Erebidae.